# Hofkeruva
Hofkeruva es un género de foraminífero bentónico de la subfamilia Uvigerininae, de la familia Uvigerinidae, de la superfamilia Buliminoidea, del suborden Buliminina y del orden Buliminida. Su especie tipo es Hofkeruva (Hofkeruva) mata. Su rango cronoestratigráfico abarca desde el Latorffiense (Oligoceno inferior) hasta el Pontiense (Plioceno inferior).

## Discusión
Clasificaciones previas incluían Hofkeruva en el suborden Rotaliina del orden Rotaliida.

## Clasificación
Hofkeruva incluye a las siguientes especies:
- Hofkeruva bradleyi
- Hofkeruva mata
- Hofkeruva sahaii

En Hofkeruva se han considerado los siguientes subgéneros:
- Hofkeruva (Laminiuva), también considerado como género Laminiuva y aceptado como Hofkeruva
- Hofkeruva (Tereuva), también considerado como género Tereuva, aunque con estatus incierto
- Hofkeruva (Trigonouva), también considerado como género Trigonouva y aceptado como Hofkeruva